# Purusha reversa
Purusha reversa — вид цикадових родини Eurybrachidae.

## Поширення
Вид поширений в Бангладеш, Таїланді і Малайзії. Мешкає у тропічних вологих гірських лісах.

## Опис
Самці завдовжки 2,2 см. Самиці більші — до 2,9 см. Передні крила монотонно коричневі. Задні крила коричневі з численними дрібними, чорно-бурими плямами на верхівковій половині.

## Біологія
Комаху спостерігали сидячою на листках рослин та чагарників. При небезпеці клоп піднімає крила перпендикулярно до тіла.